# 김도경 (충청북도의원)
김도경(金度暻, 1960년 12월 17일 ~ )은 대한민국의 제9대 충청북도의원이었다.

## 학력
- 서울영중국민학교 졸업
- 신림중학교 졸업
- 중동고등학교 1년 중퇴

## 경력
- 청원군 농민회 회장
- 청원군 북이면 석성리 이장 10년
- WTO반대 홍콩 투쟁단 청원군 대표
- 대학학자금이자 지원조례 부위원장
- 청주·청원 농민시장 추진위원회 공동대표
- 청원군 학교급식조례제정 추진위원회 공동대표
- 의료민영화반대 충북운동본부 공동본부장
- (사)전국쌀생산자협회 충북본부장
- 민중연합당 충북도당 공동위원장
- 2010.07 ~ 2014.06 제9대 충청북도의회 의원
- 2010.07 ~ 2012.07 제9대 충청북도의회 전반기 정책복지위원회 위원
- 2010.07 ~ 2012.07 제9대 충청북도의회 전반기 의회운영위원회 위원
- 2010.07 ~ 2012.07 제9대 충청북도의회 전반기 예산결산특별위원회 위원
- 2012.07 ~ 2014.06 제9대 충청북도의회 후반기 산업경제위원회 위원
- 2012.07 ~ 2014.06 제9대 충청북도의회 후반기 예산결산특별위원회 위원
- 2012.07 ~ 2014.06 제9대 충청북도의회 후반기 청원군·청주시 통합지원특별위원회 부위원장

## 역대 선거 결과
|  | 55.48% |

|  | 13.46% |

|  | 1.74% |